# Соединение (телефония)
Соедине́ние — термин в сфере телефонной связи, обозначающий как установленный канал связи (B-канал, в разговорной речи - соединение) между двумя или более абонентами; так и процесс его установления (например: «идёт соединение»).

## Соединение абонентов
Услуга, предоставляемая абонентам телефонной станцией, заключающаяся в предоставлении возможности телефонного разговора двух (или более) абонентов после снятия трубки и набора номера.

### Длительность
Максимальная длительность (при автоматическом соединении): неограничена. Практически же, -особенно, если соединение с городом обеспечивается через АТС,- максимальная длительность может быть ограничена системным администратором до любого значения, им установленного (выбранного его руководством).

## Процесс

### Длительность
Исчисляется с момента от окончания набора последней цифры номера — и до появления в микротелефонной трубке КПВ.
Максимальная (при автоматическом соединении): 40 сек.
На цифровых линиях (ЦСИО) — практически мгновенно: сразу по завершении набора слышно КПВ.
На линиях аналоговых АТС (Декадно-шаговые, Координатные, Усовершенствованные координатные): 5-40 сек.

### Уровень громкости
Должен быть достаточным для слоговой разборчивости 85 %.
…в которых слоговая разборчивость равна или более 85 %, разборчивость речи считается отличной. Неудовлетворительной разборчивости речи (около 40 % слоговой разборчивости) соответствует примерно 90 % разборчивости фраз. 